# Zeitenschrift
Die ZeitenSchrift ist ein seit 1993 vierteljährlich mit Hauptvertriebsgebiet Deutschland, Schweiz und Österreich erscheinendes rechtsesoterisches Magazin mit den Schwerpunktthemen Spiritualität, Bewusstsein, Natur, Gesundheit, Ernährung und Ökologie. Herausgeber und Redakteure sind die Schweizer Journalisten Ursula und Benjamin Seiler-Spielmann. Die Auflage liegt nach Angabe des Verlags bei 13.000 Exemplaren. Seit 2005 ist auch eine englische Ausgabe erhältlich.

## Weltanschauliche Ausrichtung
Tobias Jaecker, Autor des Buches Antisemitische Verschwörungstheorien nach dem 11. September, ordnet die weltanschauliche Ausrichtung der ZeitenSchrift als esoterisch-rechtsextremistisch ein; der Historiker Stefan Meining bezeichnete das Blatt 2002 in einem Vortrag auf einem Symposium des Thüringer Landesamtes für Verfassungsschutz als „das seit Jahren wohl wichtigste publizistische Sprachrohr der deutschsprachigen Rechtsesoterik“. Eine Publikation der Landesjugendbehörde der Stadt Hamburg sieht das Blatt im engeren Umfeld der theosophischen „Universalen Kirche“ und berichtet, dass die Herausgeber der ZeitenSchrift wegen des Abdrucks eines Interviews mit Peter Leach-Lewis im Heft 13/97, dem „Patriarchen und Erzbischof“  dieser Vereinigung, wegen Volksverhetzung zu einer Bewährungsstrafe verurteilt wurden.
Ideologisch vereint die ZeitenSchrift eine konservative bis reaktionäre christlich-puritanische Moral, theosophische esoterische Lehren, Antisemitismus und verbreitet Weltverschwörungstheorien, insbesondere die verschwörungstheoretischen Thesen Jan van Helsings, und antidemokratische, theokratische politische Modelle. Sie  bewirbt neben der „Universalen Kirche“ auch deren 1993 gegründete Vorfeldorganisation „Weltfundament für Naturwissenschaft“.